# К-496 «Борисоглебск»
К-496 «Борисогле́бск» — советская и российская атомная ракетная подводная лодка проекта 667БДР «Кальмар».

## Строительство
11 марта 1975 года зачислена в списки кораблей ВМФ. Заложена на стапелях МП «Севмаш» в городе Северодвинске 23 сентября 1975 года под строительным номером 392. Спуск на воду состоялся 13 августа 1977 года, 11 ноября того же года на корабле торжественно поднят военно-морской флаг, дата объявлена годовым праздником корабля, 30 декабря вступила в строй, 17 февраля 1978 года вошла в состав Северного флота с базированием 13-й дивизии третьей флотилии подводных лодок с базированием на губу Оленья.

## Служба
В 1983 году корабль совершил поход на Северный полюс, по его завершении возникла течь парогенератора в первом контуре реактора. в 1985—1986 годах К-496 прошла средний ремонт на заводе «Звёздочка» с заменой парогенераторов. По завершении ремонта в 1986 году совершила автономный поход с достижением Северного полюса, тогда же вошла в состав 31-й дивизии и перебазирована в бухту Ягельная. В 1991 года прошла средний ремонт с заменой гидроакустической станции.

В марте 1993 года произошло столкновение К-496, отрабатывавшей задачи боевой подготовки, с американской атомной подводной лодкой ВМС США «Grayling», после чего К-496 была отправлена на ремонт на завод. Расследование установило, что «Grayling» следила за подлодкой К-496, потеряла её из виду и столкнулась с ней.. Во время ремонта первый экипаж К-496 был заменён первым экипажем с однотипной К-129, позже переименованной в «Оренбург».
C 1998 года — подшефный корабль города Борисоглебска, в 1999 году присвоено почётное наименование «Борисоглебск». 
В 2001 и 2005 году «Борисоглебск» осуществил запуски конверсионных ракет-носителей «Волна» по баллистической траектории. В 2005 осуществил орбитальный запуск РН «Волна» с аппаратом «Космос-1».
Всего с 1978 по 2005 годы «Борисоглебск» совершил 22 боевые службы, 28 боевых дежурств и произвёл 31 ракетную стрельбу, трижды становился призёром стрельб.

### Завершение службы и утилизация
К 2004 году К-496 «Борисоглебск» и К-44 «Рязань» оставались единственными подлодками проекта «Кальмар» в составе Северного флота, но если К-44 «Рязань», закончившая в 2007 году очередной ремонт, была переведена для продолжения несения службы на Тихоокеанский флот, то К-496 «Борисоглебск» в 2008 году был отправлен на завод «Звёздочка». В апреле 2009 года предприятие «Звёздочка» заключило контракты с МИД и МТ Канады и министерством обороны США на утилизацию АПЛ Выгрузка отработанного топлива финансируется Канадой, а утилизацию корпуса и формирование из него трёхотсечного блока — США.. 14 августа 2009 года произошёл спуск флага.
24 декабря 2009 года началась выгрузка отработанного топлива, которая была завершена в марте 2010 года.

## Память

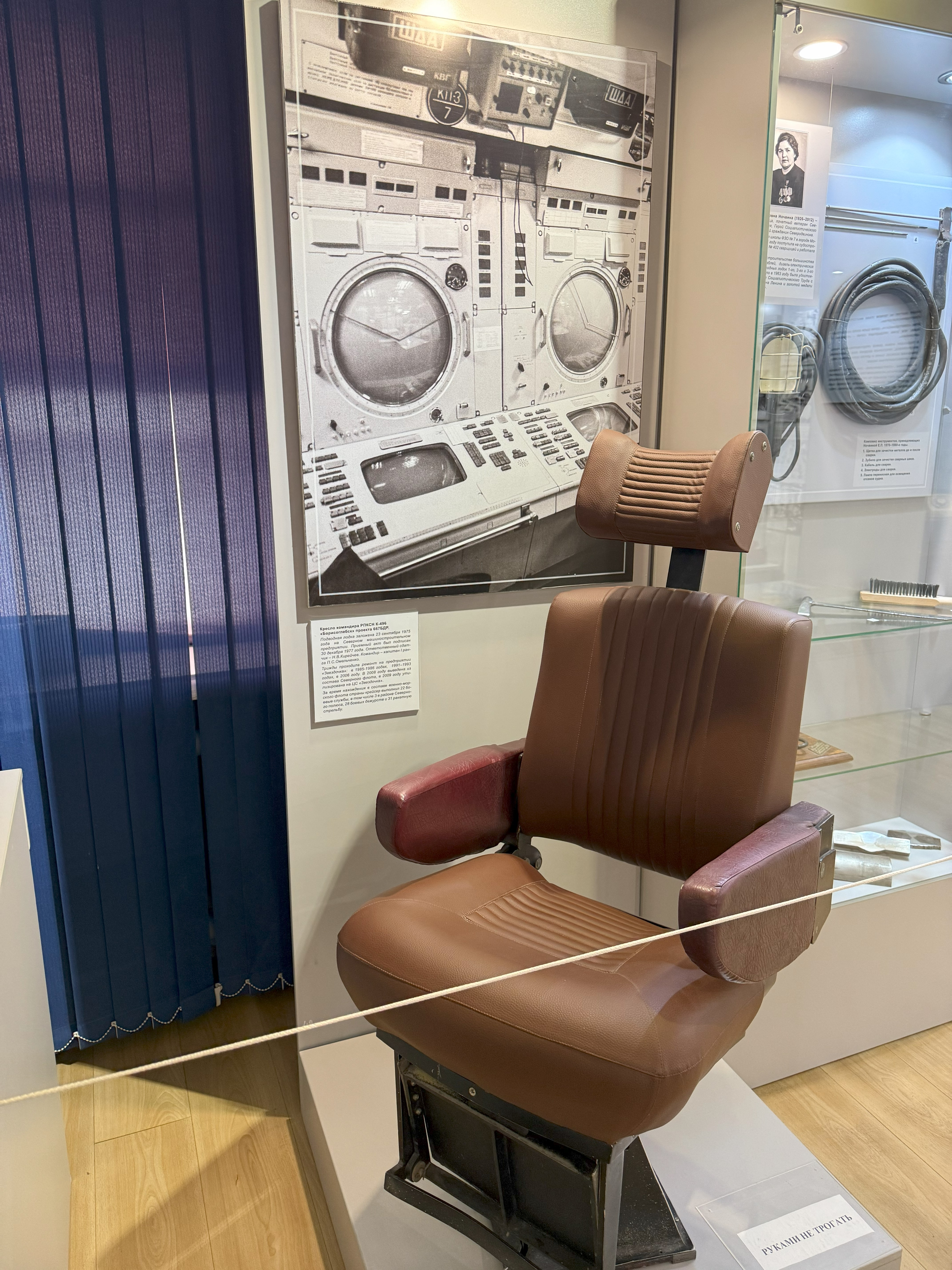
Кресло командира РПКСН К-496 «Борисоглебск». Северодвинский городской краеведческий музей.

Рубка «Борисоглебска» в 2014 году была выкуплена за 2,7 млн рублей у ЦС «Звёздочка» по инициативе одного из бывших членов экипажа и планировалась к установке в городе Котлас, на берегу Северной Двины, в качестве памятника. Также покупкой рубки интересовалась инициативная группа из Борисоглебска.
Якорь «Борисоглебска» сохранён и установлен в городе Боровичи Новгородской области в качестве памятного знака «Защитникам морских рубежей России».